# Ermita de San Roque (Vallanca)
La ermita de San Roque es un templo de culto católico situado en las cercanías de Vallanca, municipio perteneciente al Rincón de Ademuz, provincia de Valencia, (Comunidad Valenciana (España).
Por sus características, está declarada Bien de Relevancia Local Código: 46.09.252-004.

## Historia
Erigida originalmente bajo la advocación de la Santísima Trinidad, su construcción tuvo lugar durante el primer tercio del siglo XVII. A finales del mismo siglo la ermita sufrió el cambio de advocación, pasando a estar dedicada al bienaventurado «San Roque», protector de peregrinos, enfermeros, cirujanos y animales (cánidos), entre otros. Tal cambio respondió muy probablemente a las epidemias de peste sufridas en el siglo XVII, ya que la efectividad del santo contra estas calamidades era indiscutible en la época.
Durante la Revolución Española de 1936, tuvo lugar el «Saqueo y quema de la Ermita de San Roque» -daños extensivos a la Iglesia parroquial de la villa y a la Iglesia parroquial de San Antonio de Padua de la aldea de Negrón.
Al decir de los inmuebles sagrados de la localidad, la Guía de la Iglesia (1963) anota la existencia de la «Ermita de San Roque»: sin culto habitual ni santísimo, careciendo también de ornamentos propios, retablos y cuadros de valor artístico.

## Descripción
La primera descripción conocida de la ermita viene de la mano es escritor y periodista valenciano Luis B. Lluch Garín (1966), en relación con una visita que hizo a Vallanca el 6 de agosto de 1957:

«La Ermita, pintada de blanco, domina el buzamiento amplio de la colina. Ella sola llena el cabezo pelado sin más compañía que la del olmo viejo. La sombra de sus ramas cubre los mampuestos y la cadena de sillares de sus esquinas. Tiene espadaña sin campana, y salientes los dos brazos del crucero. Su puerta de arco de formalete está compuesta por cinco grandes dovelas. El piso es de yeso y tiene a la derecha la pila del agua bendita que es de piedra. En los arcos sustentados por columnas adosadas con base recta y sencillo capitel hay un adorno de dibujos azules en el intradós. La techumbre es de tabicas, con una viga maestra doble, y la cúpula del crucero, rebajada, se apoya sobre los arcos torales. En su centro hay un gran dibujo imitando un florón. En el brazo izquierdo del crucero se levanta un altar de yeso con una imagen de San Roque; en el frente, otro altar sin imagen, y encima un ojo de buey se abre para dar entrada a un rayo de luz dorada. El altar mayor está vacío. En las bóvedas del crucero se distinguen unas grecas y unos rosetones pintados en el centro de su cimbra».
Ermitas y paisajes de Valencia, Luis B. Lluch Garín

Presenta planta en forma de cruz latina, poco habitual en la comarca, conforme a los ideales del Concilio de Trento. Consta el edificio de nave única, dos capillas laterales y una mayor. En el interior destaca la cubierta de la nave, trabajo de carpintería antiguo muy bien conservado, así como la bóveda vaída que cierra el crucero, poco común en la arquitectura comarcal.
Del exterior sobresale su portada, consistente en un sencillo arco de medio punto de amplio dovelaje, así como las numerosas cruces de talla insertas en los muros, cuatro de las cuales aluden a su advocación trinitaria original.

## Fiestas y tradiciones
Al tiempo de su cambio de advocación, las originales «romerías en honor de la Santísima Trinidad» fueron sustituidas a final del siglo XVII por las de San Roque. Estas últimas todavía se celebran el 16 de agosto, con gran afluencia de fieles, ya que en la actualidad es el patrón de la villa de Vallanca:

«En pleno verano el santoral conmemora a san Roque y los vallanqueros celebran sus fiestas patronales en honor de dicho santo, con actos religiosos y festivos. La imagen del santo pasa el año en la capilla de la ermita de su nombre. Desde la parroquial, la procesión sale el 16 de agosto por la mañana, siguiendo por las calles del pueblo hasta la ermita, portando las imágenes de los "santicos de la piedra". Al arribar al ermitorio dejan a san Abdón y san Senén y cogen la de san Roque, banjándolo en andas y con gran devoción hasta la parroquial, donde celebran la Santa Misa. Ya por la tarde se devuelve el santo a su capilla en la ermita, siendo amenizada la procesión por la banda de música. El retorno se hace con los "santos de la Piedra", que han pasado el día en la ermita y ahora son devueltos a la parroquial, hasta el año próximo».
Vallanca, un siglo de imágenes a través de la fotografía, Alfredo Sánchez Garzón

## Galería

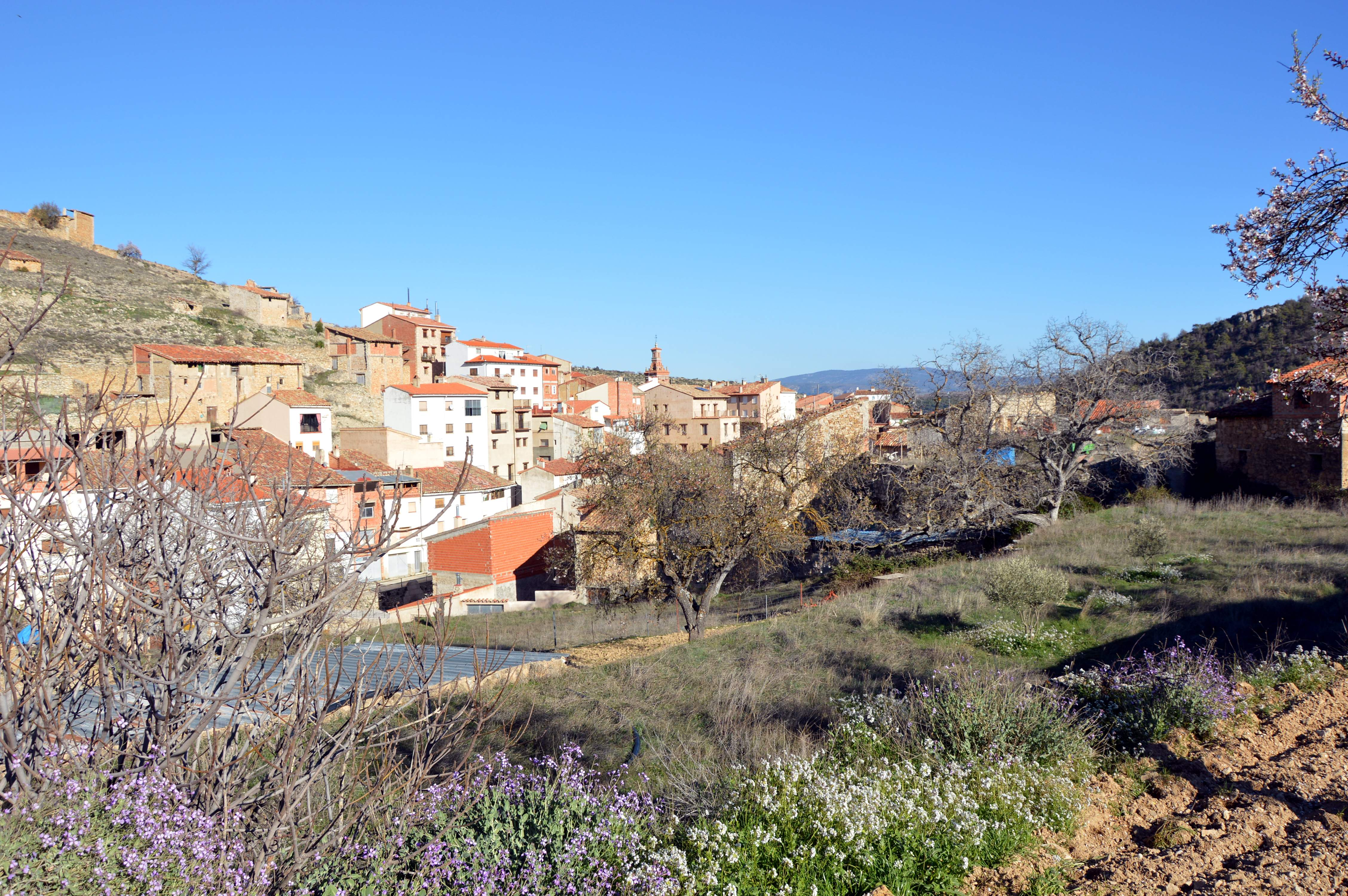
Vista parcial (noroccidental) de Vallanca, desde las eras en primavera (2017).
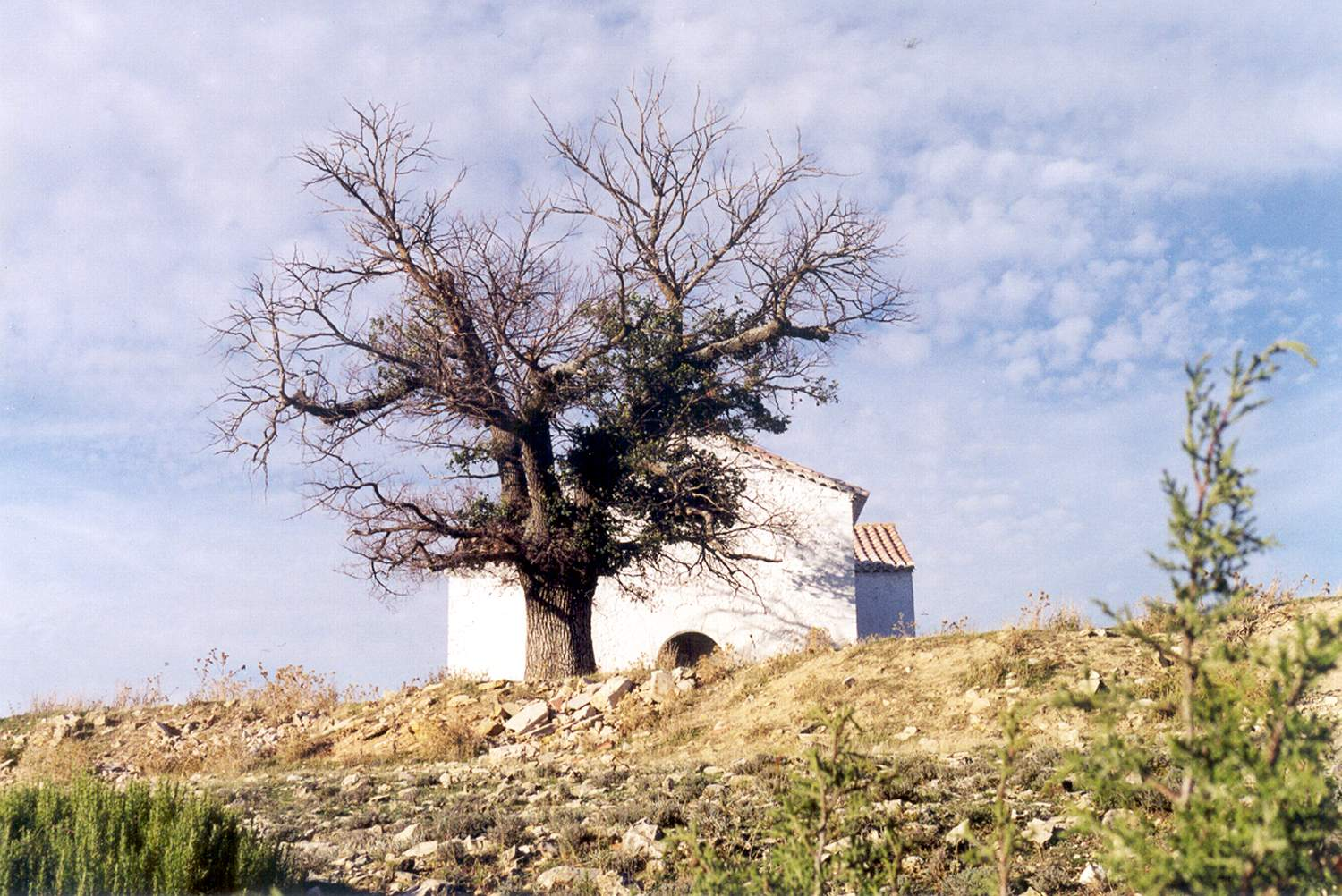
Vista parcial de la ermita de San Roque en Vallanca, con detalle del viejo olmo (ca.1995).
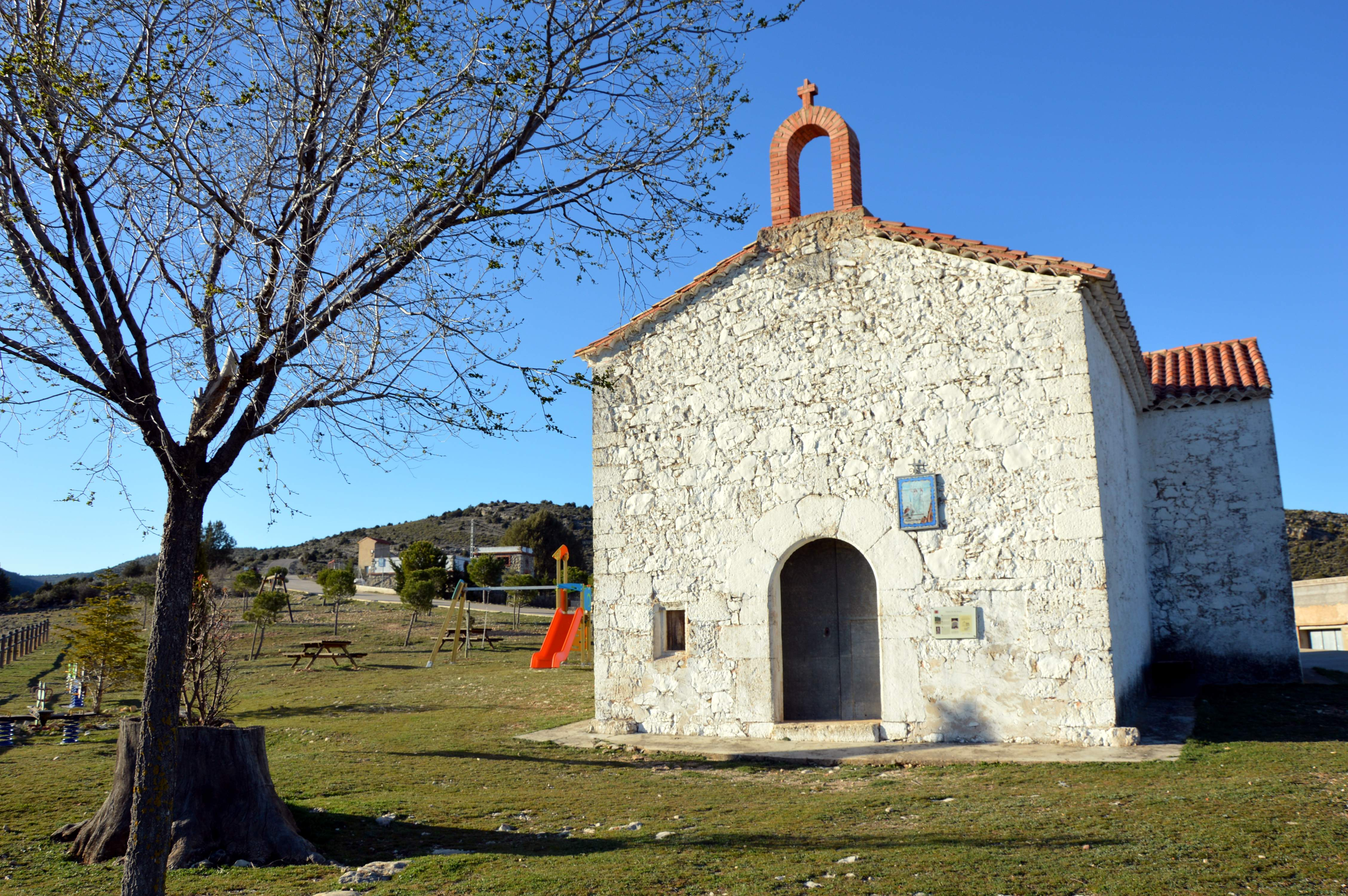
Vista frontal (meridional) de la ermita de San Roque en Vallanca (2017).
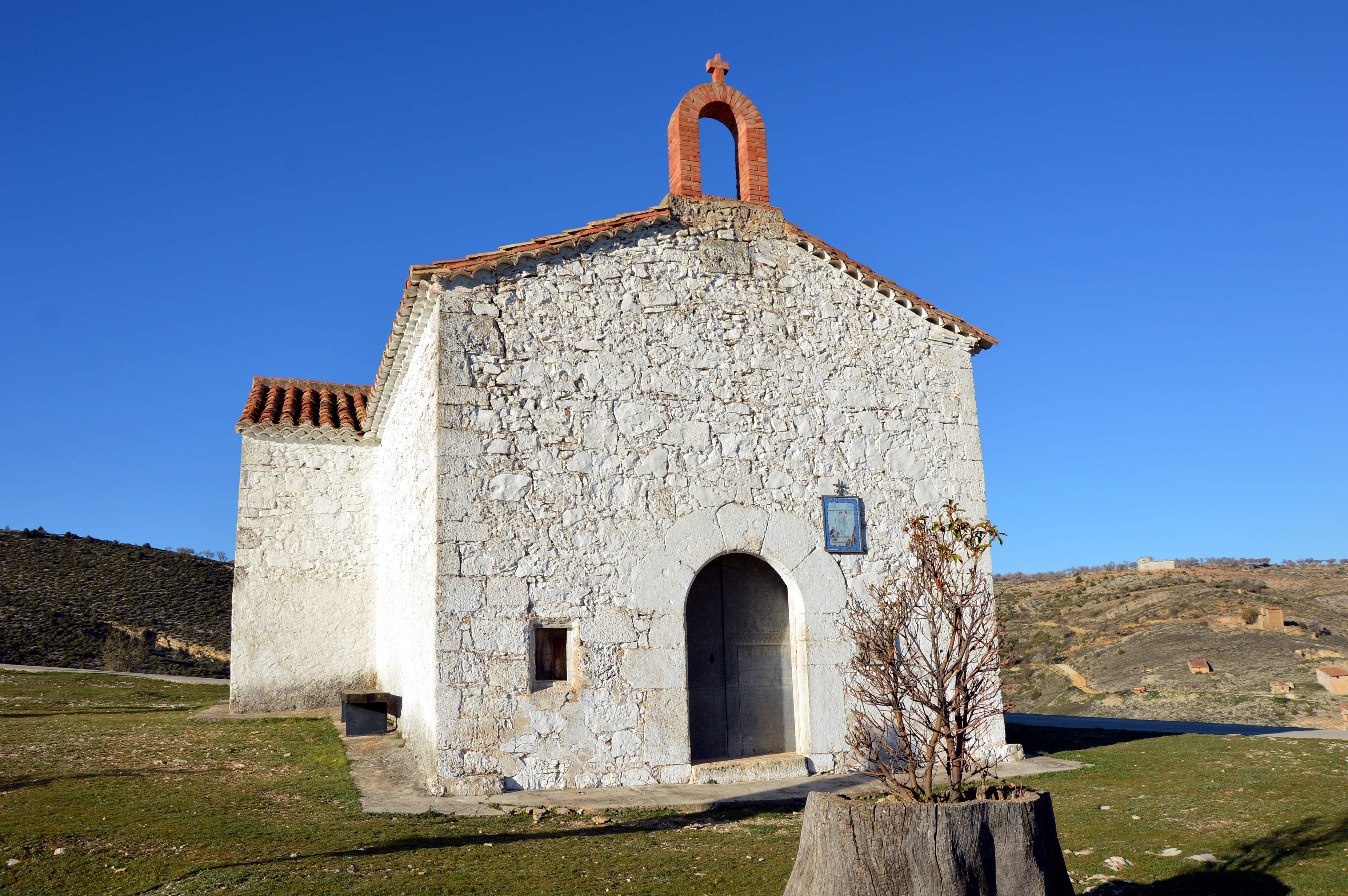
Vista frontal (meridional) de la ermita de San Roque en Vallanca, con detalle del tocón del viejo olmo (2017).
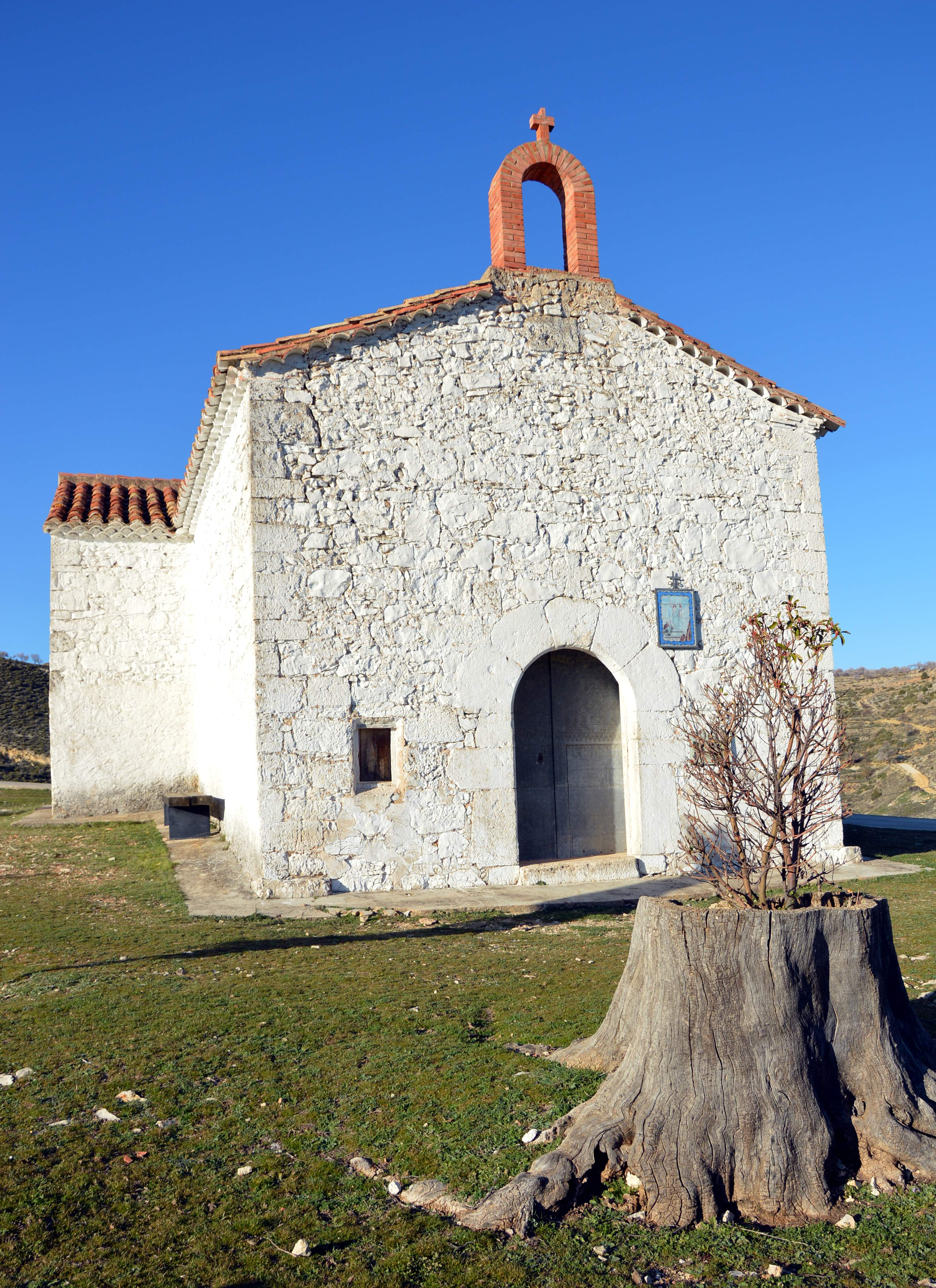
Vista frontal (meridional) de la ermita de San Roque en Vallanca, con detalle del tocón del viejo olmo (2017).
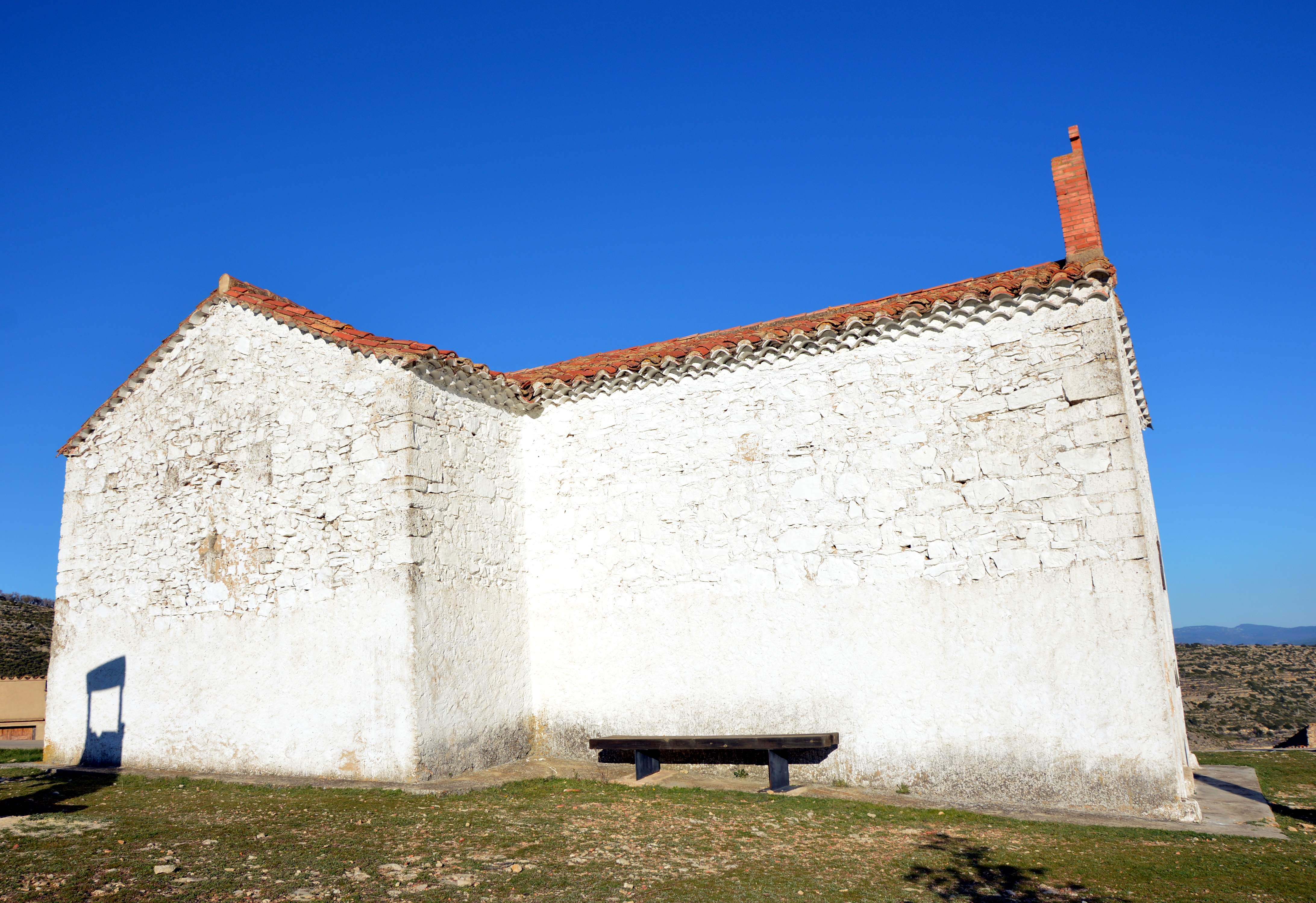
Vista lateral (occidental) de la ermita de San Roque en Vallanca (2017).
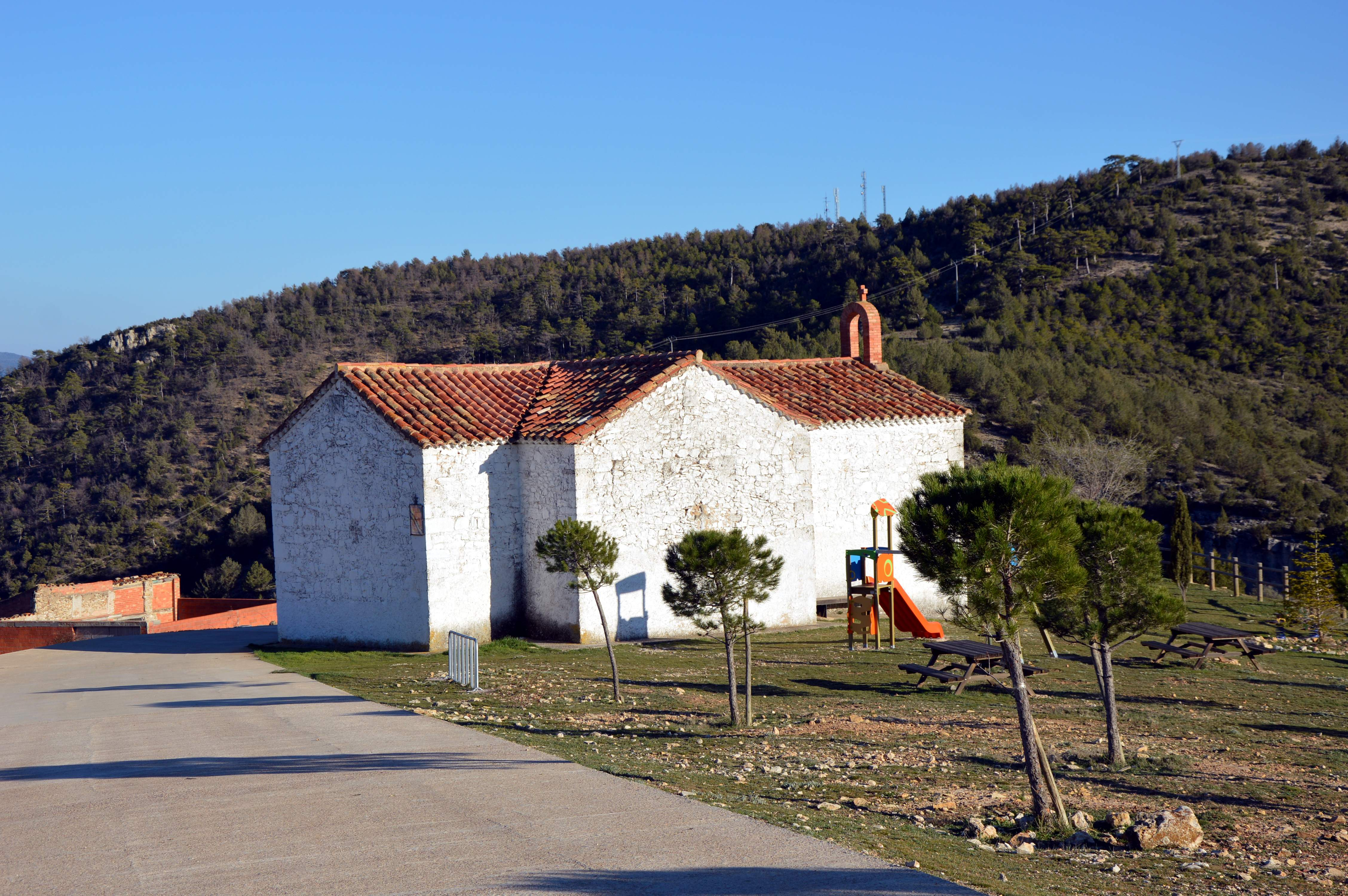
Vista posterior (noroccidental) de la ermita de San Roque en Vallanca (2017).
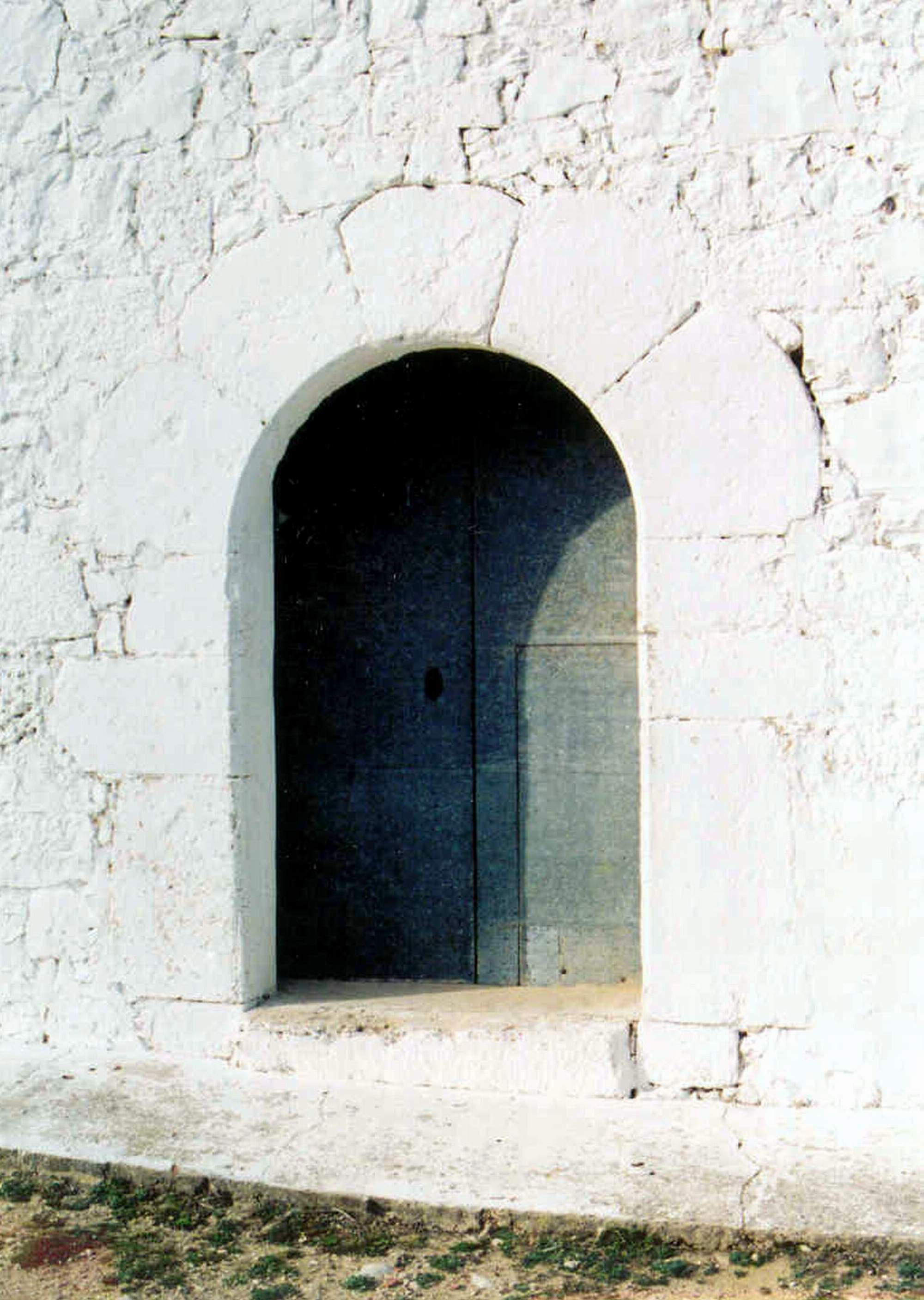
Vista de la entrada a la ermita de San Roque, Vallanca, con detalle del portón y arco de dovelas (2005).
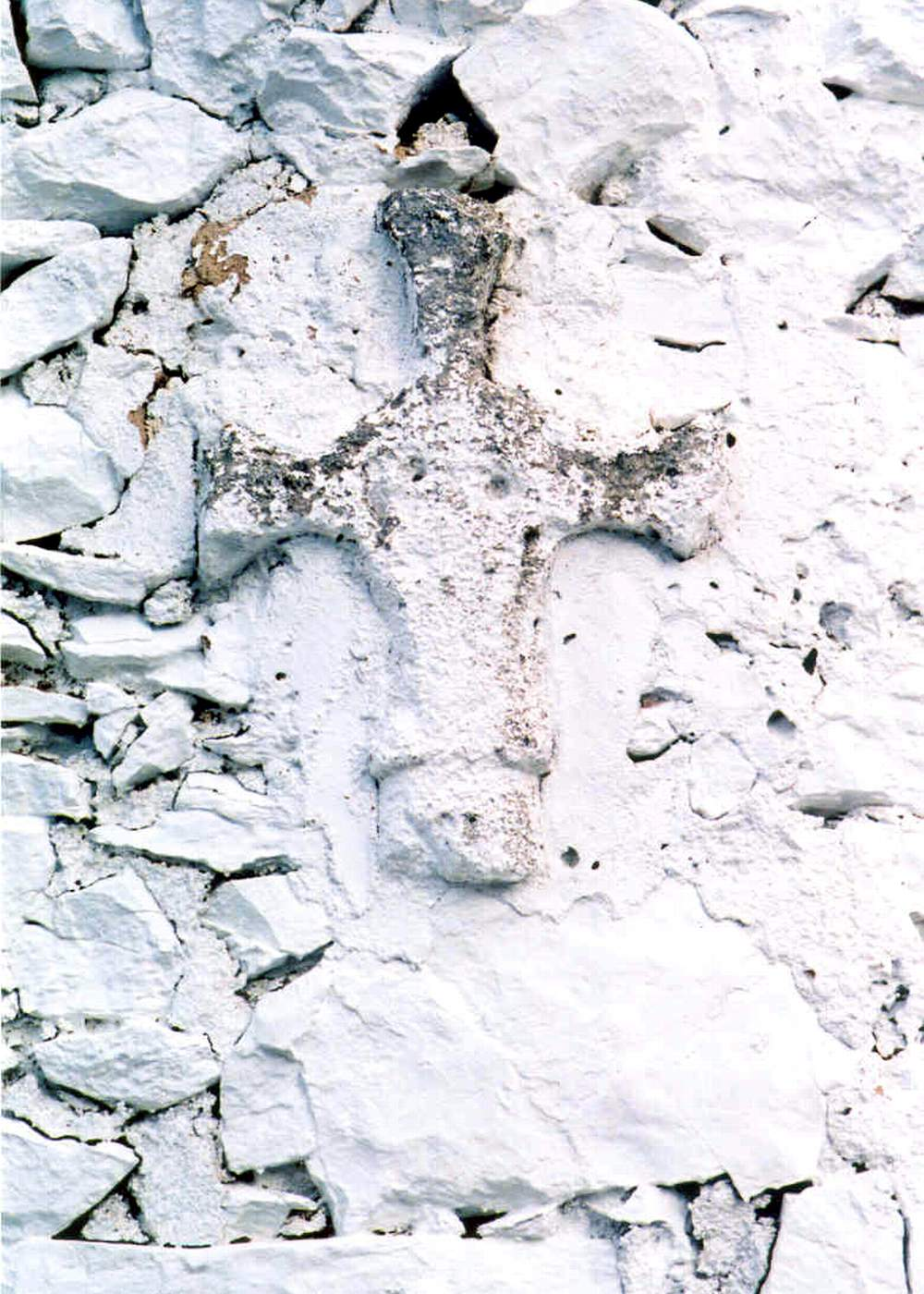
Detalle de cruz labrada en piedra tosca en la ermita de San Roque, Vallanca, procedente de un crucero (2005).